# Tadeusz Górny
Tadeusz Mściwój Górny (ur. 1941, zm. 28 lipca 2016 w Warszawie) – polski dziennikarz, z wykształcenia muzyk, magister sztuki, absolwent Państwowej Wyższej Szkoły Muzycznej w Warszawie (1963). Już w szkole średniej rozpoczął działalność w sferze upowszechniania kultury (Związek Harcerstwa Polskiego, Zrzeszenie Studentów Polskich). Aktywny działacz studenckiego ruchu Pro Musica, potem Polskiego Stowarzyszenia Jazzowego.
Jako dziennikarz debiutował w połowie lat sześćdziesiątych („Ruch Muzyczny”, „Jazz”, „Jazz Forum”). Od roku 1966 w Polskim Radio (Program III, Program I – Studio Rytm). Od 1969 roku w Telewizji Polskiej (Telewizyjny Ekran Młodych, Redakcja Rozrywki Programu I). W roku 1974, w związku ze marginalizacją funkcji popularyzatorsko-edukacyjnych w mediach zawiesza współpracę z PR i TV. Przez szereg lat jako urzędnik państwowy pełni szereg odpowiedzialnych funkcji w resorcie kultury (Centralny Ośrodek Metodyki Kultury, Ministerstwo Kultury i Sztuki, Narodowa Rada Kultury) nie rezygnując z działalności publicystycznej, by w latach osiemdziesiątych powrócić do dziennikarstwa (m.in. redaktor naczelny miesięczników „Kurenda” i „Poradnik Muzyczny”).
Szczególne miejsce w działalności upowszechnieniowej zajmują jego związki z kulturą ludową, bowiem jako dziecko po powstaniu warszawskim trafił na poznańską wieś, gdzie jego matka rozpoczęła służbę nauczycielską, w Uniwersytecie Ludowym i działała w młodzieżowej organizacji „Wici”. W COMUK-u zajmował się kulturą ludową. pełniąc m.in. funkcję kierownika programowego Konfrontacji Ruchu Artystycznego Młodzieży w Myślcu n/Popradem. Po reaktywowaniu ZMW w latach osiemdziesiątych był inicjatorem wydawania poradnika repertuarowego ZMW „Kurenda”, jednym z założycieli „Sceny Ludowej”, inicjatorem festiwalu „Eurofolk” i in.
Od roku 1991 poświęcił się niemal wyłącznie promocji książek i czytelnictwa.
Był jednym z twórców nagrody sezonu wydawniczo-księgarskiego „Ikar”. W roku 1992 wznowił działalność radiową i telewizyjną. Jego autorski program „Książki z górnej półki”, emitowany w TV Polsat (1993–1996), potem w TVP SA (2000–2007), cieszył się uznaniem i dużą oglądalnością. Prowadził także nocny program o książkach w Polskim Radiu. Pozbawiony w roku 2007 możliwości promocji czytelnictwa w mediach elektronicznych, współpracuje z prasą, jest sekretarzem jury Nagrody Literackiej m. st. Warszawy, wiceprezesem Polskiego Towarzystwa Wydawców Książek, członkiem zarządu spółki „Targi Książki” oraz koordynatorem programowym Warszawskich Targów Książki.
Wielokrotnie nagradzany i wyróżniany za dokonania w dziedzinie upowszechniania kultury i twórczość publicystyczną (nagrody m.in.: im. Jędrzeja Cierniaka, im. Władysława Orkana, im. Andrzeja Potoka, prezesa TVP S.A, honorowa „Złota Tarka”; odznaki: „Zasłużony Działacz Kultury”, „Zasłużony dla Kultury Polskiej”, Honorowa Odznaka PTWK, „Zasłużony dla m. st. Warszawy”). Laureat nagrody Polskiej Izby Książki „Pikowy laur” za całokształt pracy na rzecz popularyzacji czytelnictwa (2005) oraz Nagrody Ministra Kultury i Dziedzictwa Narodowego za osiągnięcia w dziedzinie upowszechniania kultury (2006). Odznaczony Krzyżem Kawalerskim Orderu Odrodzenia Polski (2001 – za wybitne zasługi w pracy dziennikarskiej, za osiągnięcia w propagowaniu czytelnictwa) i Srebrnym Medalem „Zasłużony Kulturze Gloria Artis” (2008)